# Georg Dewald
Georg Dewald (geboren 29. September 1892 in Bamberg; gestorben 11. November 1970 in Aschaffenburg) war ein deutscher Politiker der SPD.

## Leben und Beruf
Nach dem Abschluss der Volksschule absolvierte Dewald, der römisch-katholischen Glaubens war, von 1906 bis 1909 eine Tapezierlehre und besuchte daneben die 1864 gegründete gewerbliche Fortbildungsschule des von Franz Oberthür gegründeten Polytechnischen Zentralvereins in Würzburg. Bis 1913 war er Tapeziergehilfe in Würzburg, Nürnberg, München und Schwetzingen, ehe er in die bayerische Armee eintrat und bis zum Ende des Ersten Weltkrieges Soldat war.
1919 wurde er Redakteur und 1921 Chefredakteur der Aschaffenburger Volkszeitung, in der 1923 Geheimdokumente über die rechtsradikale Sturmabteilung Roßbach und die Schwarze Reichswehr bzw. deren Verknüpfung mit offiziellen staatlichen Stellen veröffentlicht wurden. Daraufhin wurde er wegen Landesverrats zu sieben Monaten Haft verurteilt. Vom 6. April 1924 bis zum 29. April 1933 war er Mitglied des Bayerischen Landtags (SPD). Vor 1933 war er Vorsitzender des Reichsbanners Schwarz-Rot-Gold in Aschaffenburg und Leiter des Arbeiterkulturkartells, eines Arbeiterbildungsausschusses und eines Arbeitersportkartells in Aschaffenburg.
1933 wurde er nach der Machtübernahme der Nationalsozialisten verhaftet und von März 1933 bis Juni 1934 im Landgerichtsgefängnis Aschaffenburg inhaftiert sowie zeitweilig im Konzentrationslager Dachau, wo er schwer misshandelt wurde. 1934 nahm er seinen erlernten Beruf wieder auf und bestand 1936 die Meisterprüfung.
Im Oktober 1936 emigrierte er nach Südafrika und arbeitete dort als Tapezierer. Später betrieb er in Pretoria ein Polstermöbelgeschäft. Am 1. November 1952 kehrte er nach Aschaffenburg zurück. Von 1953 bis 1961 war er Mitglied des Deutschen Bundestags.

## Partei
Dewald war von 1918 bis 1921 SPD-Vorsitzender in Bamberg.

## Abgeordneter
Dewald war von 1924 bis 1933 Landtagsabgeordneter in Bayern. Er gehörte dem Deutschen Bundestag von 1953 bis 1961 an.